# Sändorträske
Sändorträske (estniska: Sendri järv) är en insjö i landskapet Läänemaa i västra Estland, 70 km sydväst om huvudstaden Tallinn. Den ligger vid byn Höbring i Nuckö kommun som förr beboddes av estlandssvenskar, varför även det svenska namnet är officiellt och förekommer på estländska kartor. Insjöns storlek är 1,2 hektar. Den avvattnas av den 5,5 km långa Höbringsån (Höbringi oja) vars källa är Sändorträske och som är ett biflöde till Rickulån (Riguldi jõgi). Öster om sjön breder sig våtmarken Sändor eller Sänder (Sendrisoo) ut sig som även ansluter till våtmarken Leidissoo.